# 恰尔隆镇
恰尔隆镇，是中华人民共和国新疆维吾尔自治区克孜勒苏柯尔克孜自治州阿克陶县下辖的一个乡镇级行政单位。2020年12月30日，新疆维吾尔自治区自治区人民政府同意撤销阿克陶县恰尔隆乡建制，设立恰尔隆镇，隶属关系不变，驻地由吉朗德村迁移至昆仑佳苑社区，将阿克陶镇域内的昆仑佳苑社区划归恰尔隆镇管辖。

## 行政区划
恰尔隆镇下辖以下地区：
昆仑佳苑社区、麻扎窝孜村、吉郎德村、托依鲁布隆村、巴勒达灵窝孜村和喀依孜村。